# Baccharis revoluta
Baccharis revoluta là một loài thực vật có hoa trong họ Cúc. Loài này được Kunth mô tả khoa học đầu tiên.